# Франс Пурбус-младши
Франс Пурбус-младши (на нидерландски: Frans Pourbus de Jonge) е нидерландски художник.

## Биография
Роден е през 1569 г. в Антверпен в семейството на художника Франс Пурбус-старши. Първоначално работи в двора на инфантата Изабела в Брюксел, където привлича вниманието на херцога на Мантуа Винченцо I Гонзага и през 1599 г. заминава за Мантуа. Той остава там до 1609 г., след което се премства в Париж, където кралица е балдъзата на Гонзага Мария де Медичи. Там получава титлата кралски художник и се утвърждава като един от водещите европейски портретисти на епохата.
Франс Пурбус-младши умира на 19 февруари 1622 г. в Париж.

## Галерия
- Пурбус е известен с изобразяването на костюми, накити и драперии.
- Портрет на мъж
- Анри IV
- Инфантата Изабела
- Мария де Медичи